# Castillo de Djursholm
El Castillo de Djursholm (Djursholms slott) es un castillo en Suecia.
Djursholm se localiza en el municipio de Danderyd, dentro del área metropolitana de Estocolmo. El castillo incluye elementos de finales de la Edad Media. Fue el edificio principal en la finca de Djursholm, que fue propiedad de la Casa de Banér entre 1508 y 1813. Nils Eskilsson (Banér), quien fue señor de Djursholm desde 1508 hasta 1520, construyó un nuevo palacio en el lugar donde permanece el Castillo de Djursholm.
El Castillo de Djursholm fue la residencia del Consejero Privado Gustaf Banér y de su hijo, el Mariscal de Campo Johan Banér. Svante Gustavsson Banér dio al castillo su actual apariencia en el siglo XVII. A mediados del siglo XVII el castillo alcanzó su actual tamaño. El hall principal fue adecuado en este tiempo, con techos enyesados, escaleras del castillo de piedra caliza y roble y paredes cubiertas de papel artístico de cuero y otros materiales.
En 1891, la escuela de secundaria Djursholms (Djursholms samskola) empezó en el edificio. Hasta 1910, la escuela operó en las instalaciones. El primer inspector de Djursholms samskolas fue el escritor Viktor Rydberg. Entre sus primero profesores estuvieron Erik Axel Karlfeldt y Alice Tegner. La escritora Elsa Beskow fue una profesora de arte y su marido, el teólogo Natanael Beskow sirvió como director de la escuela entre 1897 y 1909.
En la década de 1890, el castillo fue restaurado en estilo neobarroco. El diseño de la fachada fue simplificado por una nueva restauración entre 1959 y 1961. Una nueva entrada con adecuación moderna fue construida en el lado norte en 2003. Hoy en día sirve como centro comunitario (kommunhus) en el municipio de Danderyd.